# Catephia javensis
Catephia javensis är en fjärilsart som beskrevs av George Francis Hampson 1926. Catephia javensis ingår i släktet Catephia och familjen nattflyn. Inga underarter finns listade i Catalogue of Life.